# Kabinet-Yoshida II
Het kabinet–Yoshida II (Japans: 第2次吉田内閣) was de regering van het Keizerrijk Japan van 15 oktober 1948 tot 16 februari 1949.

## Kabinet–Yoshida II (1948–1949)
| Ambtsbekleder                           | Ambtsbekleder     | Ambtsbekleder                            | Functie                                    | Ambtstermijn     | Ambtstermijn     | Partij |
| --------------------------------------- | ----------------- | ---------------------------------------- | ------------------------------------------ | ---------------- | ---------------- | ------ |
|                                         | Shigeru Yoshida   | Shigeru Yoshida 吉田茂 (1878–1967)       | Premier                                    | 15 oktober 1948  | 10 december 1954 | DLP    |
| Minister van Buitenlandse Zaken         | Shigeru Yoshida   | Shigeru Yoshida 吉田茂 (1878–1967)       | 30 april 1952                              | 15 oktober 1948  |                  | DLP    |
|                                         | Hayashi Joji      | Hayashi Joji 林譲治 (1889–1960)          | Vicepremier                                | 19 oktober 1948  | 13 maart 1951    | DLP    |
| Minister van Volksgezondheid en Welzijn | Hayashi Joji      | Hayashi Joji 林譲治 (1889–1960)          | 28 juni 1950                               | 19 oktober 1948  |                  | DLP    |
|                                         | Eisaku Sato       | Eisaku Sato 佐藤榮作 (1901–1975)         | Secretaris- generaal                       | 19 oktober 1948  | 16 februari 1949 | DLP    |
|                                         | Izumiyama Sanroku | Izumiyama Sanroku 泉山三六 (1896–1981)   | Minister van Financiën                     | 19 oktober 1948  | 14 december 1948 | DLP    |
|                                         | Shinzo Oja        | Shinzo Oja 大屋晋三 (1894–1980)          | Minister van Financiën                     | 14 december 1948 | 16 februari 1949 | DLP    |
|                                         | Shigeru Yoshida   | Shigeru Yoshida 吉田茂 (1878–1967)       | Minister van Justitie                      | 19 oktober 1948  | 7 november 1948  | DLP    |
|                                         | Shunkichi Ikeda   | Shunkichi Ikeda 殖田俊吉 (1890–1960)     | Minister van Justitie                      | 7 november 1948  | 28 juni 1950     | O      |
|                                         | Shinzo Oja        | Shinzo Oja 大屋晋三 (1894–1980)          | Minister van Economische Zaken             | 19 oktober 1948  | 16 februari 1949 | DLP    |
|                                         | Masuda Kaneshichi | Masuda Kaneshichi 増田甲子七 (1898–1985) | Minister van Arbeid                        | 19 oktober 1948  | 16 februari 1949 | DLP    |
|                                         | Yasumaro Shimojo  | Yasumaro Shimojo 下条康麿 (1886–1966)    | Minister van Onderwijs                     | 19 oktober 1948  | 16 februari 1949 | DLP    |
|                                         | Saeki Ozawa       | Saeki Ozawa 小沢佐重喜 (1898–1968)       | Minister van Transport en Infrastructuur   | 19 oktober 1948  | 16 februari 1949 | DLP    |
|                                         |                   | Hidetsugu Masuya 益谷秀次 (1888–1973)    | Minister van Bouw en Constructie           | 19 oktober 1948  | 5 mei 1950       | DLP    |
|                                         | Hideo Suto        | Hideo Suto 周東英雄 (1898–1981)          | Minister van Landbouw, Bosbouw en Visserij | 19 oktober 1948  | 16 februari 1949 | DLP    |
|                                         | Furuhata Tokuya   | Furuhata Tokuya 降旗徳弥 (1898–1995)     | Minister van Communicatie en Post          | 19 oktober 1948  | 16 februari 1949 | DLP    |

Yoshida I ·
Katayama ·
Ashida ·
Yoshida II ·
Yoshida III ·
Yoshida IV ·
Yoshida V ·
I. Hatoyama I ·
I. Hatoyama II ·
I. Hatoyama III ·
Ishibashi ·
Kishi I ·
Kishi II ·
Ikeda I ·
Ikeda II ·
Ikeda III ·
Sato I ·
Sato II ·
Sato III ·
K. Tanaka I ·
K. Tanaka II ·
Miki ·
T. Fukuda ·
Ohira I ·
Ohira II ·
Suzuki ·
Nakasone I ·
Nakasone II ·
Nakasone III ·
Takeshita ·
Uno ·
Kaifu I ·
Kaifu II ·
Miyazawa ·
Hosokawa ·
Hata ·
Murayama ·
Hashimoto I ·
Hashimoto II ·
Obuchi ·
Mori I ·
Mori II ·
Koizumi I · 
Koizumi II ·
Koizumi III ·
Abe I ·
Y. Fukuda ·
Aso ·
Y. Hatoyama ·
Kan ·
Noda ·
Abe II ·
Abe III ·
Abe IV ·
Suga ·
Kishida I ·
Kishida II